# Palazzo Corbo di Basso
Il Palazzo Corbo di Sotto è uno dei palazzi monumentali di Avigliano, in Basilicata.

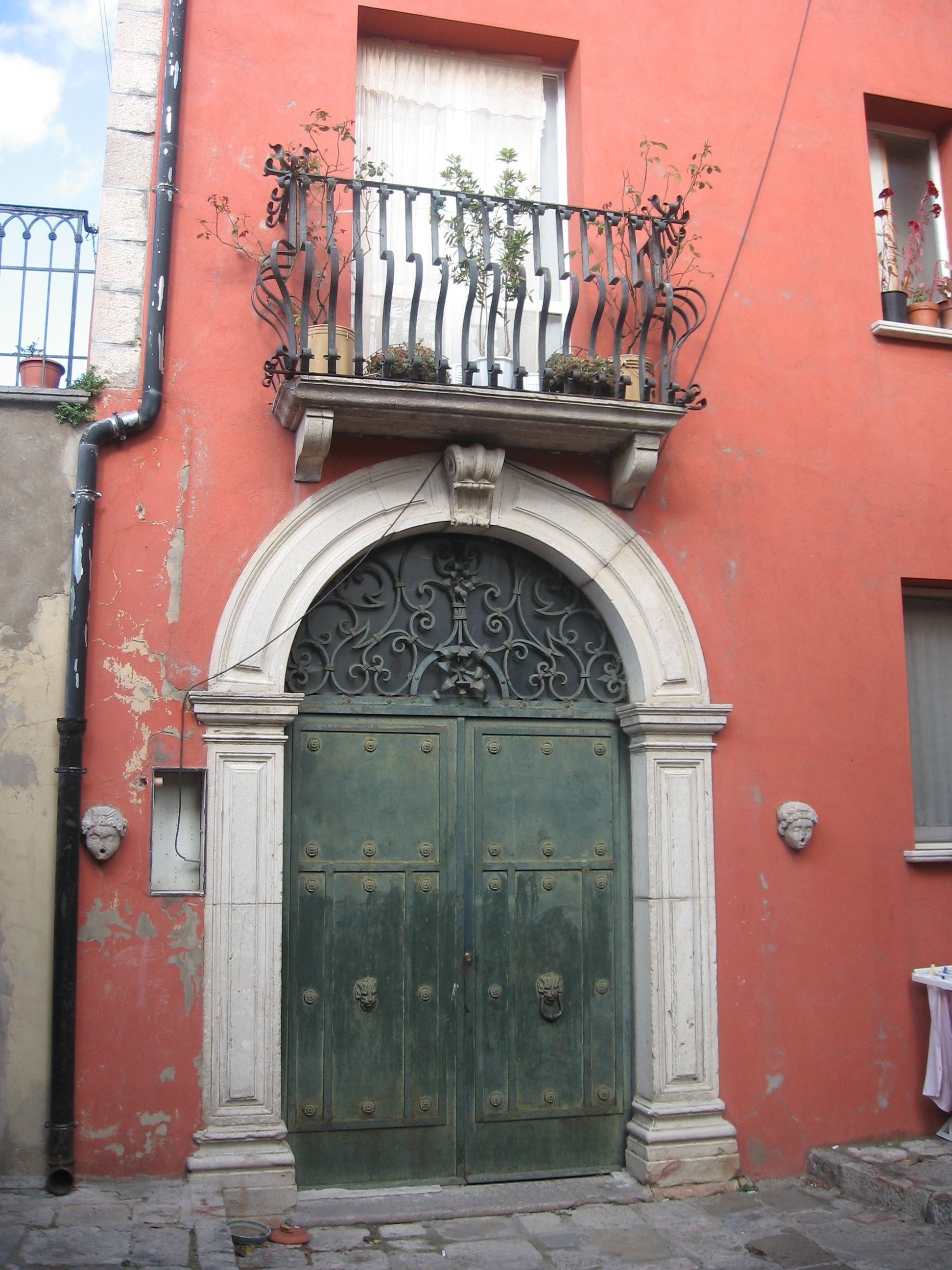
Portone del palazzo Corbo di Basso

## Storia
Edificata nel XVI secolo, fu dimora della famiglia Corbo, giunta ad Avigliano da Sulmona intorno al 1315; fu sottoposta a numerosi lavori di ristrutturazione e ampliamento, fino a quella visibile nel 1871 dove si contavano 63 vani. Al suo interno vennero ospitati i botanici Giovanni Gussone e Michele Tenore. Nel XX secolo il palazzo venne inizialmente abbandonato ma poi, con l'intento di trasformarlo in sede di alloggi popolari, venne ristrutturato.

## Architettura
Della casa si racconta nel 1859:
(Karl Wilhelm Schnars. )